# ネルリ川
ネルリ川（ネルリがわ、ロシア語: Нерль, Nerl）はロシアを流れる河川でクリャージマ川の左支流。モスクワの北のヤロスラヴリ州を源流とし、ウラジーミル州のウラジーミル市付近でクリャージマ川に合流する。長さは284km、流域面積は6,780km2。船による航行は不可能で、11月から12月にかけて凍結し、4月までは氷が残る。
上流では針葉樹林に覆われた高い丘の間を流れる。中流では森もまばらになり、合流点付近では開けた草地の中を流れる。クリャージマ川との合流点付近には12世紀にアンドレイ・ボゴリュブスキーが本拠地としたボゴリュボヴォの村があり、中世ロシア建築の代表的な存在であるネルリの生神女庇護聖堂が12世紀の創建当時の姿をとどめている。